# Roland Matt
Roland Matt ist ein liechtensteinischer Modellflugpilot.
Unter anderem war er Europameister und nahm mehrere Male an Weltmeisterschaften teil.
Roland Matt ist der Sohn des Liechtensteiner Modellflugpiloten Wolfgang Matt.

## Erfolge
- 9× Teilnahme an Weltmeisterschaften F3A  (3. Rang 2005, Frankreich)
- 1× Europameister F3A  (2004, Portugal)
- 3× Vize-Europameister F3A  (1994, 1998, 2002)
- 2× Bronze-Medaille Europameisterschaft F3A  (1992, 1996)
- 3× Mannschafts-Europameister F3A  (1992, 1994, 1998)
- 4× Finalteilnehmer beim Tournament of Champions (TOC), Las Vegas  (1997, 1998, 2000, 2002)
- 2× 2. Rang beim International Air Meet (IAM), Japan  (1996, 1998)
- 10× Liechtensteiner Meister F3A (amtierend)
- 4× Schweizer Meister F3A  (1990, 1995, 1996, 1997)

## Modelle
Roland Matt hat zusammen mit seinem Vater Wolfgang Matt dutzende F3A Modelle gebaut.
Sein aktuelles Modell ist der Amethyst 2009 mod.